# Ceramius capicola
Ceramius capicola är en stekelart som beskrevs av Brauns 1902. Ceramius capicola ingår i släktet Ceramius och familjen Masaridae. Inga underarter finns listade.